# Pitcairnia biflora
Pitcairnia biflora är en gräsväxtart som beskrevs av Lyman Bradford Smith. Pitcairnia biflora ingår i släktet Pitcairnia och familjen Bromeliaceae. Inga underarter finns listade i Catalogue of Life.